# Liste d'auteurs de littérature de jeunesse
 (mars 2024).
Cette page présente une liste, non exhaustive[En quoi ?], d'auteurs de littérature de jeunesse

## Tableau
Le genre n'est pas indiqué quand l'auteur ou l'autrice a proposé d'une manière égale des œuvres dans plus d'un genre.
| Nom                              | Prénom            | Année de naissance | Année de décès | Nationalité  | Genre          | Œuvres                                              |
| -------------------------------- | ----------------- | ------------------ | -------------- | ------------ | -------------- | --------------------------------------------------- |
| Pietri                           | Annie             | 1956               |                | Française    | Roman          |                                                     |
| Pilkey                           | Dav               | 1966               |                | Américaine   | Album          | Le Capitaine Slip                                   |
| Piquemal                         | Michel            | 1954               |                | Française    | Roman          |                                                     |
| Place                            | François          | 1957               |                | Française    | Album          |                                                     |
| Plichota                         | Anne              | 1968               |                | Française    | Roman          | Oksa Pollock                                        |
| Plugaru                          | Emilia            | 1951               |                | Roumaine     |                |                                                     |
| Pommaux                          | Yvan              | 1946               |                | Française    | Album          |                                                     |
| Pommerat                         | Joël              | 1963               |                | Française    | Théâtre        |                                                     |
| Pommier                          | Maurice           | 1946               |                | Française    | Album          |                                                     |
| Ponsard                          | Christine         | 1956               | 2004           | Française    |                |                                                     |
| Ponti                            | Claude            | 1948               |                | Française    | Album          |                                                     |
| Popescu                          | Sinziana          | 1972               |                | Roumaine     | Théâtre        |                                                     |
| Potter                           | Beatrix           | 1866               | 1943           | Britannique  | Album          |                                                     |
| Poujois                          | Laurent           | 1964               |                | Française    | Roman          |                                                     |
| Poustis                          | Jacques           | 1949               | 2022           | Française    | Roman          |                                                     |
| Prévot                           | Frank             | 1968               | 2020           | Française    | Album          |                                                     |
| Provoost                         | Anne              | 1964               |                | Belge        | Roman          |                                                     |
| Puard                            | Bertrand          | 1977               |                | Française    | Roman          | Les Effacés                                         |
| Pullman                          | Philip            | 1946               |                | Britannique  | Roman          | À la croisée des mondes                             |
| Pumhösel                         | Barbara           | 1969               |                | Autrichienne | Album          |                                                     |
| Queneau                          | Raymond           | 1903               | 1976           | Française    | Roman          | Zazie dans le métro                                 |
| Ramos                            | Mario             | 1958               | 2012           | Française    | Album          |                                                     |
| Rascal                           |                   | 1959               |                | Belge        | Album          |                                                     |
| Reynaud                          | Florence          | 1954               |                | Française    | Roman          | Yona, fille de la Préhistoire                       |
| Abbé Reyre                       | Joseph            | 1735               | 1812           | Française    |                |                                                     |
| Rivais                           | Yak               | 1939               |                | Française    |                |                                                     |
| Robillard                        | Anne              | 1955               |                | Canadienne   | Roman          | Les Chevaliers d'Émeraude                           |
| Roman                            | Nadia             | 1956               |                | Française    | Album          |                                                     |
| Rosenstiehl                      | Agnès             | 1941               |                | Française    | Album          | Mimi Cracra                                         |
| Rossignol                        | Isabelle          | 1965               |                | Française    | Roman          | F comme garçon                                      |
| Roumiguière                      | Cécile            | 1961               |                | Française    | Roman          |                                                     |
| Rosell                           | Joel              | 1954               |                | Cubaine      | Roman          |                                                     |
| Rowling                          | Joanne            | 1965               |                | Britannique  | Roman          | Harry Potter                                        |
| Roy                              | Claude            | 1915               | 1997           | Française    | Roman          |                                                     |
| Rozenfeld                        | Carina            | 1972               |                | Française    | Roman          | La Quête des Livres-Monde                           |
| Sachar                           | Louis             | 1954               |                | Américaine   | Roman          | Le Passage                                          |
| de Saint Chamas                  | Benoît            | 1952               |                | Française    |                |                                                     |
| de Saint Chamas                  | Emmanuelle        | 1973               |                | Française    | Roman          |                                                     |
| Saint-Hill                       | Bruno             | 1924               | 2022           | Français     | Roman          |                                                     |
| Sage                             | Angie             | 1952               |                | Britannique  | Roman          | Magyk                                               |
| Sanvoisin                        | Éric              | 1961               |                | Française    | Roman          |                                                     |
| von Schmid                       | Christoph         | 1768               | 1854           | Allemande    | Conte          |                                                     |
| Scotto                           | Thomas            | 1974               | 1991           | Française    |                |                                                     |
| Comtesse de Ségur                |                   | 1799               | 1874           | Française    | Roman          | Les Malheurs de Sophie                              |
| Sendak                           | Maurice           | 1928               | 2012           | Américaine   | Album          | Max et les Maximonstres                             |
| Sernine                          | Daniel            | 1955               |                | Canadienne   | Album          |                                                     |
| Seuss                            | Theodor           | 1904               | 1991           | Américaine   | Album          |                                                     |
| Shipton                          | Paul              | 1963               |                | Britannique  | Roman          |                                                     |
| Sioui                            | Manon             | 1962               |                | Canadienne   | Album          |                                                     |
| Smadja                           | Brigitte          | 1955               | 2023           | Française    | Roman          |                                                     |
| Handler                          | Daniel            | 1970               |                | Américaine   | Roman          | Les Désastreuses Aventures des orphelins Baudelaire |
| de Sobol                         | Jeanne            | 1855               | 1907           | Française    | Roman          |                                                     |
| Steinhöfel                       | Andreas           | 1962               |                | Allemande    | Roman          |                                                     |
| Stewart                          | Trenton           | 1970               |                | Américaine   | Roman          | Le Mystérieux Cercle Benedict                       |
| Madame de Stolz (Fanny de Bégon) |                   | 1820               | 1892           | Française    | Roman          |                                                     |
| Suquet                           | Henri             | 1902               | 1980           | Française    | Roman          |                                                     |
| Taillefer                        | Yves              | 1971               |                | Française    | Roman          |                                                     |
| Tardieu                          | Jean              | 1903               | 1995           | Française    | Poésie         |                                                     |
| Tariel                           | Adèle             | 1979               |                | Française    | Roman          |                                                     |
| Tellier                          | Dominique         | 1963               |                | Française    | Roman          |                                                     |
| Ténor                            | Arthur            | ?                  |                | Française    | Roman          |                                                     |
| Teulié                           | Alain             | 1960               |                | Française    | Roman          |                                                     |
| Thiébold                         | Marguerite        | 1908               | 1997           | Française    | Roman          |                                                     |
| Thomas                           | Nancy             | 1970               |                | Canadienne   | Roman          |                                                     |
| Thompson                         | Kay               | 1909               | 1998           | Américaine   | Roman          | Éloïse                                              |
| Tolkien                          | John Ronald Reuel | 1892               | 1973           | Américaine   | Roman          | Le Seigneur des anneaux                             |
| Toudouze                         | Georges-Gustave   | 1877               | 1972           | Française    | Roman          | Cinq jeunes filles                                  |
| Tournier                         | Michel            | 1924               | 2016           | Française    | Roman          | Vendredi ou la Vie sauvage                          |
| Townsend                         | Jessica           | 1985               |                | Canadienne   | Roman          | Nevermoor                                           |
| Townsend                         | Sue               | 1946               | 2014           | Britannique  | Roman          |                                                     |
| Trilby                           | T.                | 1875               | 1962           | Française    | Roman          |                                                     |
| Trudel                           | Jean-Louis        | 1968               |                | Française    | Roman          |                                                     |
| Turgeon                          | Élizabeth         | 1951               |                | Canadienne   | Album          |                                                     |
| Turlan                           | Luc               | 1958               |                | Française    | Album          |                                                     |
| Ungerer                          | Tomi              | 1931               | 2019           | Française    | Album          | Les Trois Brigands                                  |
| Vaglio                           | Mélusine          | 1971               |                | Française    | Roman          |                                                     |
| Valandré                         | Marianne          | 1937               | 2010           | Française    | Conte          |                                                     |
| Vaugelade                        | Anaïs             | 1973               |                | Française    | Album          |                                                     |
| Vereecken                        | Kathleen          | 1962               |                | Belge        | Roman          |                                                     |
| Védrine                          | Léa               | 1885               | 1971           | Française    | Roman          | Jeantou, le maçon creusois                          |
| Velimirović                      | Vukosava          | 1984               |                | Canadienne   | Roman          |                                                     |
| Vermot                           | Thibault          | 1984               |                | Canadienne   | Roman          |                                                     |
| Verne                            | Jules             | 1828               |                | Française    | Roman          |                                                     |
| Vernes                           | Henri             | 1984               |                | Canadienne   | Roman          |                                                     |
| Verret                           | Aimée             | 1984               |                | Canadienne   | Roman          |                                                     |
| Villebrun                        | Elisa             | 1980               |                | Française    | Roman          |                                                     |
| Walcker                          | Yann              | 1973               |                | Française    |                |                                                     |
| Weulersse                        | Odile             | 1938               |                | Française    | Roman          | Les Pilleurs de sarcophages                         |
| Ingalls Wilder                   | Laura             | 1867               | 1957           | Américaine   | Autobiographie | La Petite Maison dans la prairie                    |
| Witek                            | Jo                | 1968               |                | Française    | Roman          |                                                     |
| Wolf                             | Cendrine          | 1969               |                | Française    | Roman          | Oksa Pollock                                        |
| Yamashita                        | Haruo             | 1937               |                | Française    | Album          | Kôbô-Daishi, le poisson qui visita mon grenier      |
| Ytak                             | Cathy             | 1962               |                | Française    | Roman          |                                                     |
| Zusak                            | Markus            | 1975               |                | Australien   | Roman          | La Voleuse de livres                                |

## Auteurs par ordre alphabétique
- Haut – A
- B
- C
- D
- E
- F
- G
- H
- I
- J
- K
- L
- M
- N
- O
- P
- Q
- R
- S
- T
- U
- V
- W
- X
- Y
- Z

### A
- Marion Achard
- Marie d'Agon de la Contrie
- Janet et Allan Ahlberg
- Ahmad Akbarpour
- Yahya Alavi Fard
- Sylvie Albou-Tabart
- Lloyd Alexander
- Pamela Allen
- Pauline Alphen
- Louise d'Alq
- Marie Amaury
- Hans Christian Andersen
- Christiane Angibous-Esnault (1947-)
- Viola Ardone (1974-)
- Jacques Asklund
- Nicolás Arispe
- Gnimdéwa Atakpama
- Sophie Audouin-Mamikonian
- Cécile Aubry
- Florence Aubry
- Marla Automne
- Marcel Aymé

### B
- Sigrid Baffert
- Bruce Balan
- Sophie Balazard
- Blue Balliett
- Philippe Barbeau
- Jill Barklem
- Loïc Barrière
- Nouky Bataillard
- Michel-Aimé Baudouy
- Georges Bayard
- Glecia Bear
- Alain Beaulieu
- Kidi Bebey
- Martine Beck
- Robert Belfiore
- John Bella
- Hilaire Belloc
- Bettina Belitz
- Francis Bergeron
- Lucie Bergeron
- Paul Berna
- Heliane Bernard
- Carmen Bernos de Gasztold
- Sophie Bérubé
- Henriette Bichonnier
- Robert Bigot
- Arnt Birkedal
- Quentin Blake
- Judy Blume
- Enid Blyton
- Douglas Brosset
- Éric Boisset
- Kevin Bokeili
- Josefina Bolinaga
- Paul-Jacques Bonzon
- Pierre Bottero
- Corinne Bouchard
- Claude Boujon
- Danièle Bour
- Ann Brashares
- Herbie Brennan
- Lisa Bresner
- Françoiz Breut, illustratrice
- Joyce Lankester Brisley
- Évelyne Brisou-Pellen
- Ruth Wallace Brodeur
- Lauren Brooke
- Anthony Browne
- Gilles Brulet
- Jean de Brunhoff
- Melvin Burgess
- Frances Hodgson Burnett

### C
- Marc Cantin
- Patrice Cartier
- Cathy Cassidy
- Meg Cabot
- Calouan
- Maurice Carême
- Lewis Carroll
- Zulma Carraud
- Jean-François Chabas
- Léon Chancerel
- Joelle Charbonneau
- Georges Chaulet
- Sophie Chérer
- Frances Chesterton
- Alain Chiche
- Jean Claverie
- Gaston Clerc
- Brock Cole
- Eoin Colfer
- Fabrice Colin
- Vladimir Colin
- Suzanne Collins
- Carlo Collodi
- Marie Colmont
- Ally Condie
- Didier Convard
- Barbara Cooney (en)
- Brigitte Coppin
- Pierre Coran
- Philippe Corentin
- Pierre Cornuel
- Nadia Coste
- Joy Cowley

### D
- Roald Dahl
- Myriam Dahman
- Serge Dalens
- Valérie Dayre
- Jeanne-A Debats
- Véronique Delamarre Bellégo
- Martine Delerm
- Julie Delporte
- Agnès Desarthe
- India Desjardins
- Robert Desnos
- Marie Desplechin
- Bernadette Després, illustratrice
- Alpha Mandé Diarra
- Louisa Emily Dobrée
- Michael Dor
- Paul Dowswell
- Virginia Driving Hawk Sneve

- Caroline Dugas
- Olivier Dupin
- Wolf Durian
- Cathy Dutruch

### E
- Eli Anderson
- Philippe Ébly
- Bettina Ehrlich
- Elzbieta
- Louis Émond
- Michael Ende
- Jean-Baptiste Evette

### F
- Mahmoud Fahmi Abboud
- Doumbi Fakoly
- Anne Fakhouri
- Céline Fallet
- Walter Farley
- Patrice Favaro
- Jan Fearnley
- Malika Ferdjoukh
- Aurélien Fernandez
- Bertrand Ferrier
- Pierre Elie Ferrier (Pef)
- Karen-Susan Fessel
- Anne Fine
- Sarah Mary Fitton
- Milena Michiko Flašar
- Ralph Fletcher
- Timothée de Fombelle
- Mik Fondal
- Jean-Louis Foncine
- Rémi Fontaine
- Mathieu Fortin
- Elena Fortún
- Philippe Fournier
- Bernard Friot
- Élise Fugler

### G
- Pierre Gamarra
- François Garagnon
- Pierre Gaulon
- Élisabeth Gentet-Ravasco
- Claudine Glot
- Roland Godel
- William Golding
- René Goscinny
- Jean-Paul Gourévitch
- Élise Gravel
- Christian Grenier
- Jacob et Wilhelm Grimm
- Pierre Gripari
- Jean-Claude Grumberg
- Jean-Michel Guilcher
- Françoise Guillaumond
- Anne Duguël (« Gudule »)

### H
- Anne Herbauts
- Béatrice Hammer
- Roger Hargreaves
- Helme Heine
- Hetzel
- Yves Heurté
- Lorna Hill
- Florence Hinckel
- Michael Hoeye
- Christophe Honoré
- Mary Hooper
- Arne Hurlen

### I
- Célia Ibanez
- Yōko Imoto
- Paul Ivoire

### J
- Annie Jay
- Jean Joubert
- Marlène Jobert

### K
- Eiko Kadono
- Kalina Malina
- Ulrich Karger
- Erich Kästner
- Joslan F. Keller
- Fiona Kelly
- Rudyard Kipling
- David Klass
- Katsumi Komagata
- Alain Korkos
- Savo Kostadinovski
- Conor Kostick
- Antoon Krings
- Rim Kun-tan

### L
- Pierre Labrie
- Mercedes Lackey
- Selma Lagerlöf
- Charles Lancar
- Camille Langé
- Isabelle Larouche
- Fouad Laroui
- Pierre de Latil
- Martine Latulippe
- Caroline Lawrence
- Suzanne Lebeau
- Claude Lebrun
- Nathalie Le Gendre
- Thierry Lenain
- Loïc Léo
- Christophe Léon
- C. S. Lewis
- Olivier Lhote
- Lieutenant X, pseudonyme de Vladimir Volkoff
- Astrid Lindgren
- Mercè Llimona
- Ingersoll Lockwood
- Jack London
- Antonin Louchard
- Lois Lowry
- Kai Lüftner

### M
- Lenia Major
- Stéphane Malandrin
- Yves Manglou
- Marie et Joseph
- Danielle Martinigol
- Véronique Massenot
- Philippe Matter
- Jean Maubille
- Olivier May
- Claire Mazard
- Stéphane Méliade
- Marie Mélisou
- Christian Merveille
- Charlotte Meurisse
- Stephenie Meyer
- Pierre Mezinski
- Cee Cee Mia
- Christian Frederik Molbech
- Lorin Morgan-Richards
- Susie Morgenstern
- Stewart Moskowitz
- Iris de Moüy
- Joshua Mowll
- Lorris Murail
- Marie-Aude Murail
- Elvire Murail, pseudonyme : Moka
- Thierry Murat

### N
- Edith Nesbit
- Philippe Nessmann
- Béatrice Nicodème
- Tove Nilsen
- Carl Norac
- Lilas Nord
- Christine Nöstlinger

### O
- Mikaël Ollivier
- Christian Oster
- Doris Orgel
- Fleur Oury

### P
- Claire Panier-Alix
- Christopher Paolini
- Nathalie Papin
- B. F. Parry
- Jacques Pasquet
- France Pastorelli
- Katherine Paterson
- Michelle Paver
- Philippa Pearce
- Patrick Pearse
- Francine Pelletier
- Daniel Pennac
- Geoffroy de Pennart
- Serge Perez
- Sébastien Perez
- Charles Perrault
- Bryan Perreault, pseudonyme : Bryan Perro
- Robert Perrein
- Jean-Claude Pertuzé
- Aline de Pétigny
- Tristan Pichard